# Dichaetomyia sellata
Dichaetomyia sellata este o specie de muște din genul Dichaetomyia, familia Muscidae, descrisă de Fritz Isidore van Emden în anul 1942.
Este endemică în Uganda. Conform Catalogue of Life specia Dichaetomyia sellata nu are subspecii cunoscute.